# Leendert van Dis
Leendert Frans (Leendert) van Dis (Amsterdam, 20 augustus 1944) is een voormalige Nederlandse roeier. Hij vertegenwoordigde Nederland eenmaal op de Olympische Spelen en won bij die gelegenheid een zilveren medaille.
In 1968 maakte Van Dis zijn olympisch debuut op de Spelen van Mexico-Stad bij het onderdeel dubbel twee. Het Nederlandse tweetal drong door tot de finale en werd daar tweede in 6.56,80 achter de Sovjet-Unie (goud; 6:51.82) en voor de Verenigde Staten (brons; 6.54,21).
Van Dis was in zijn actieve tijd als sportman aangesloten bij de Amsterdamse roeivereniging Willem III. Ook daarna is hij actief gebleven bij deze club. Hij coacht roeiers met een beperking, geeft instructie aan kinderen en heeft zich sterk gemaakt voor het Paralympisch Roeien.
Leendert van Dis is lid van Verdienste en sinds 2017 Erelid van Roeivereeniging Willem III.

## Palmares

### roeien (dubbel twee)
- 1968:  OS - 6.52,80

Leendert van Dis · 
Harry Droog